# Panzaje
El panzaje es un plato de carne típico del Estado de Tamaulipas, en el norte de México. Consiste en un estofado o ragú de carne de res, típicamente la panza (de ahí su nombre), o a veces también algunas vísceras, asaduras o sangre de res, combinado con cebolla, tomate, papas y especiado con pimienta, comino, ajo y sal.
El panzaje es típico de los municipios de Abasolo, Aldama, González y Padilla.

## Elaboración
Típicamente se hace con carne de res aunque también hay recetas de cabrito o de carnero. Las hortalizas más típicas son cebolla, jitomate, papas, rajas de chile verde o morrón, o también betabel, manzana o zanahoria. Todo se pone en una olla untada con manteca de cerdo, la cual se introduce en hoyo de barbacoa durante seis horas para una lenta cocción.